# Paul Tondut
Paul Tondut est un homme politique français, né le 2 mai 1909 à Lasalle et mort le 24 mars 1982 à Nîmes. Il est membre du RPF puis du CNRS, de l'UNR et de l'UDR.

## Biographie
Il est élu conseiller municipal de Nîmes en 1947 sur la liste du RPF menée par Pierre Gamel. Réélu en 1953, il est candidat aux élections législatives de 1956 sur la liste des Républicains sociaux.
Il est Conseiller général du canton de Nîmes-2 de 1959 à 1976.
Élu adjoint au maire de Nîmes, Edgar Tailhades, en 1959, il n'est pas réélu au conseil municipal en 1965. Il mène la liste de droite aux élections municipales de 1971, il ne parvient pas à battre le maire communiste sortant, Émile Jourdan.
Devenu député en 1966 à la mort de Pierre Gamel, il est battu par le socialiste Georges Dayan aux législatives de 1967. Élu de nouveau en 1968 avec comme suppléant l'ancien élu nîmois Pierre Viremouneix, il cède sa circonscription à Jean-Claude Servan-Schreiber en 1973, dans laquelle sera élu le maire communiste de Nîmes, Emile Jourdan.